# Turritopsis lata
Turritopsis lata is een hydroïdpoliep uit de familie Oceaniidae. De poliep komt uit het geslacht Turritopsis. Turritopsis lata werd in 1884 voor het eerst wetenschappelijk beschreven door Lendenfeld. 